# Cẩm lai Bà Rịa
Dalbergia bariensis là một loài cẩm lai thuộc họ Fabaceae. Nó được tìm thấy ở Campuchia, Lào, Thái Lan, và Việt Nam.
Nó bị đe dọa do mất môi trường sống.